# Анна (телесериал)
«А́нна» (нем. Anna) — немецкий молодёжный мини-сериал. Премьера сериала состоялась 25-30 декабря 1987 года на телеканале ZDF. В 1988 году на экраны вышло одноимённое продолжение в виде телевизионного фильма.

## Сюжет
Школьница Анна Пельцер занимается в танцевальном кружке. Её родители и преподаватели уверены, что она может добиться больших успехов в балете. Но Анна по вине своего брата Филиппа попадает в автомобильную аварию и оказывается в больнице с травмой позвоночника. Теперь она не может не только танцевать, но и просто ходить. Врачи делают всё возможное и добиваются определённых успехов в её лечении, но Анна находится в глубокой депрессии и не всегда выполняет их рекомендации. В больнице проходит лечение Райнер — горнолыжник, получивший травму на соревнованиях и прикованный к инвалидному креслу. Он различными способами пытается помочь Анне преодолеть болезнь. После окончания лечения Анна возвращается к занятиям танцами. В балетной студии она встречает Якоба, который учит её танцевать. Балетмейстер мадам Кралова видит в Анне свою преемницу и решает отправить её на конкурс в Париж. Тем временем Анна всё больше отдаляется от Райнера и проводит время в компании своих новых друзей.

## В ролях
- Сильвия Зайдель — Анна Пельцер
- Патрик Бах — Райнер Хельвиг
- Жоао Рамос — Якоб
- Ильзе Нойбауэр — Ута Пельцер
- Эберхард Файк — Штефан Пельцер
- Ронни Янот — Филлип Пельцер
- Милена Вукотич — Ирена Кралова
- Элеонора Хирт — Валентина Д’Арбанвиль
- Ивонн Эггерт — Зигрид
- Деспина Паяноу — Тина

## Съёмочная группа
- Режиссёр — Франк Штрекер (нем. Frank Strecker)
- Композитор — нем. Sigi Schwab
- Сценарист — нем. Justus Pfaue